# Абсхоф (Випперфюрт)
Абсхоф (нем. Abshof) — отдельное поселение города Випперфюрт (район Обербергиш, административный округ Кёльн, земля Северный Рейн-Вестфалия, Германия).

## Положение и описание
Абсхоф расположен в долине естественного водотока Флоссбах на окружной дороге K18 от Грюневальда к Йоргенсмюле. Соседними поселениями являются Бергесбиркен, Хермесберг, Грюневальд, Грабен и Оберфлосбах.
Это поселение относится к муниципальному избирательному округу 150 (с центром в Тире.

## История
Населённый пункт впервые упоминается в документе 1548 года ("Аббас Хоув"), где указан в списках Бергского сельского обслуживания.

## Экономика
Как и многие поселения Випперфюрта, Абсхоф характеризуется сельским хозяйством. В Абсхофе была школа верховой езды, а с конца 1952 г. – временный манеж, который в 1962 г. был заменен новым зданием в соседнем посёлке.
С 1997 года в посёлке обосновалась коммерческая школа собак «Work and Fun» с  тренировочной площадкой. Однако через несколько лет школа закрылась из-за переезда владельца.

## Общественный транспорт
Абсхоф связан общественным транспортом через остановку «Грюневальд/Grunewald» автобусной линии 334 (транспортный регион VRS/OVAG) с районными центрами Випперфюрт и Линдлар на нерегулярной основе.